# Targhe d'immatricolazione dell'Austria

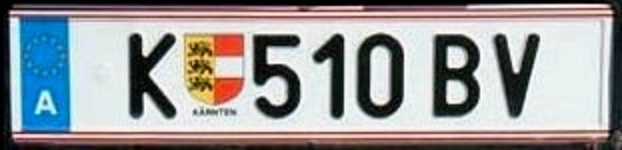
Targa d'immatricolazione standard

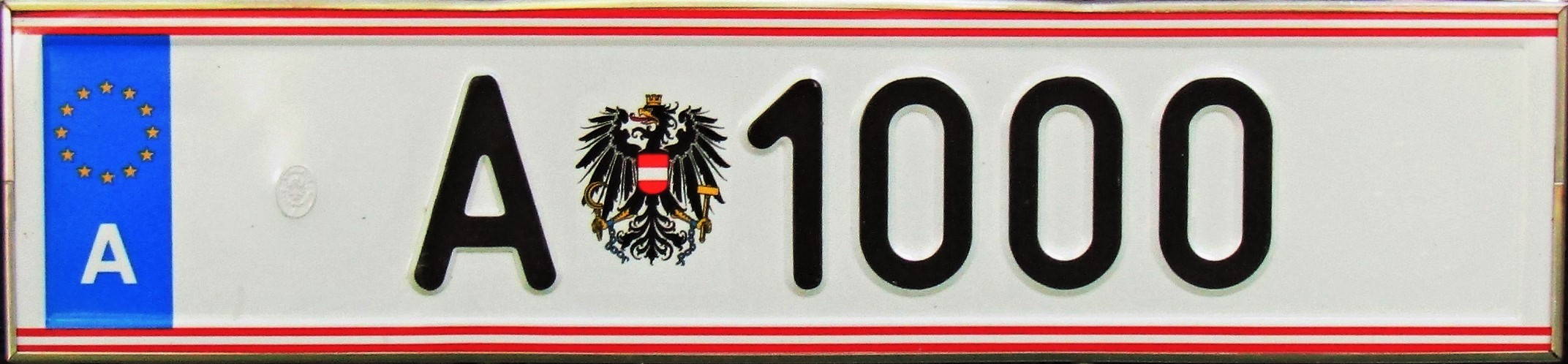
Targa dell'auto ufficiale del presidente federale, con lo stemma nazionale tra la sigla e le cifre

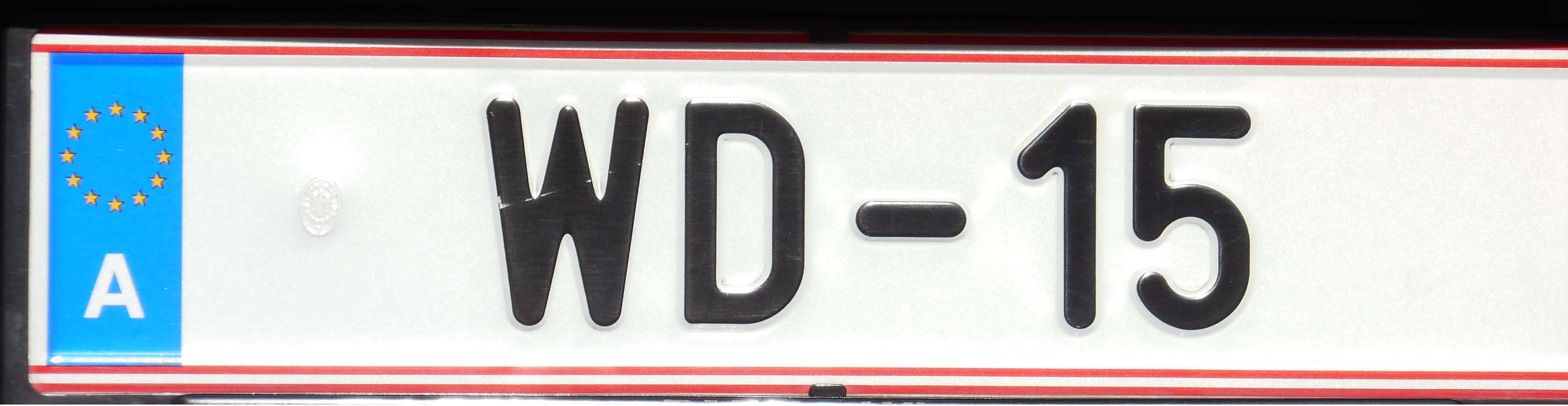
Targa apposta sulla vettura dell'ambasciatore (il numero 15, identificativo del Paese, non è seguito da altre cifre) del Cile a Vienna

Le targhe d'immatricolazione dell'Austria sono destinate ai veicoli immatricolati nel Paese centro-europeo.

## Sistema introdotto nel 1990

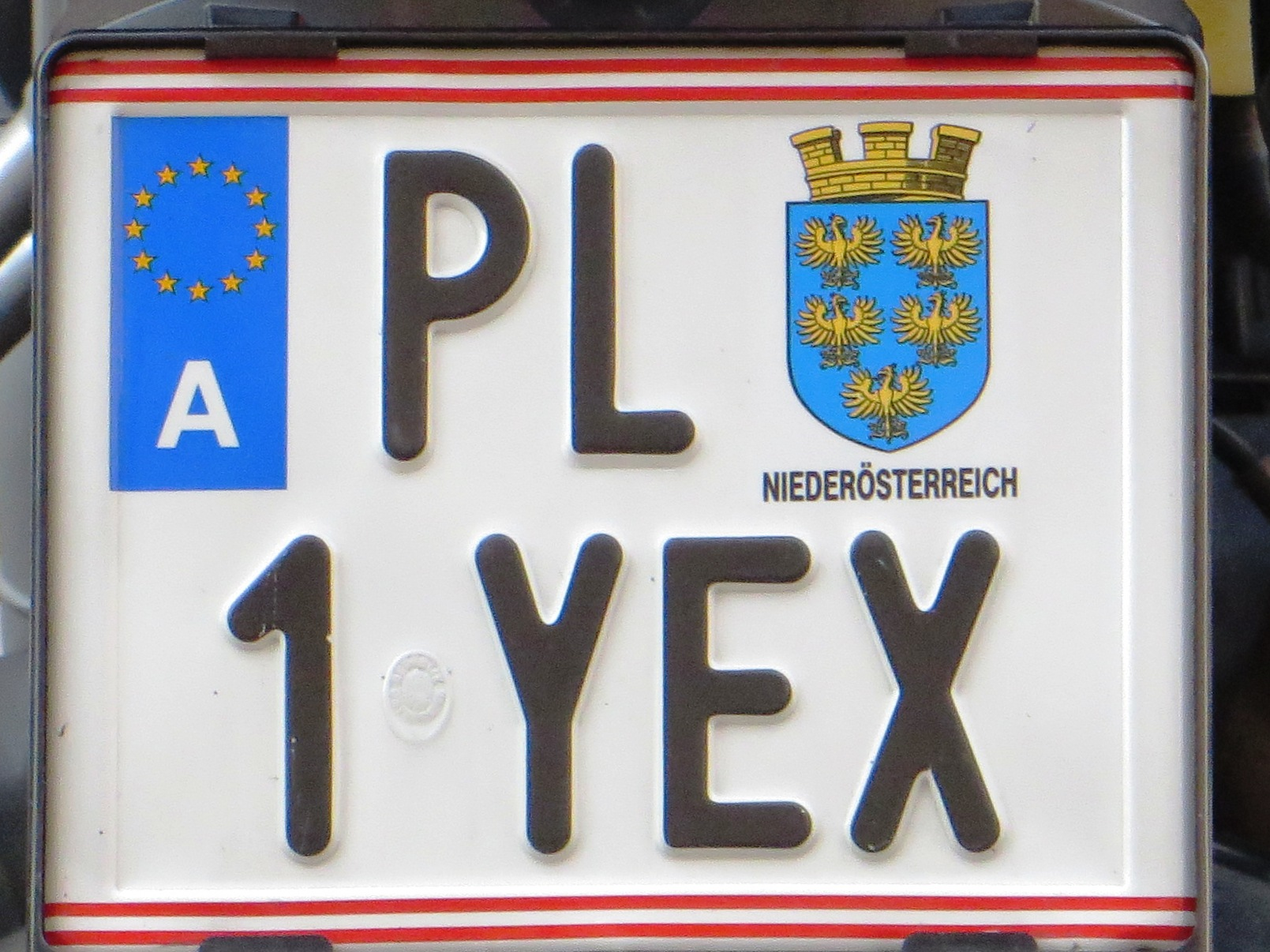
Esempio di formato per motocicli

Nelle targhe automobilistiche emesse in Austria, generalmente con fondo bianco e caratteri neri disposti su una o due righe, la banda blu con le dodici stelle, gialle e disposte in cerchio, simbolo dell'Unione europea e la sigla automobilistica internazionale A di colore bianco (presente a partire da novembre del 2002), precede la sigla del distretto o della città statutaria (composta da una o due lettere), lo stemma dello Stato federato (non presente nelle targhe con codici speciali) e una serie alfanumerica. Due sottili bande orizzontali rosse rappresentano i colori della bandiera austriaca. Le città più popolose hanno due sigle identificative: una per il distretto urbano e una per il distretto extraurbano. 
Qualora una targa non sia più facilmente leggibile, il proprietario del veicolo è tenuto a richiederne una nuova all'ufficio di immatricolazione distrettuale. 
Le dimensioni delle targhe sono le seguenti:
- su unica linea per autoveicoli: 520 × 120 mm;
- su doppia linea per autoveicoli: 300 × 200 mm;
- formato per motocicli: 250 × 200 mm o, da aprile 2005, 210 × 170 mm;
- formato per ciclomotori e quadricicli: 115 × 150 mm, la targa è pentagonale e con gli angoli inferiori smussati.

### Veicoli elettrici

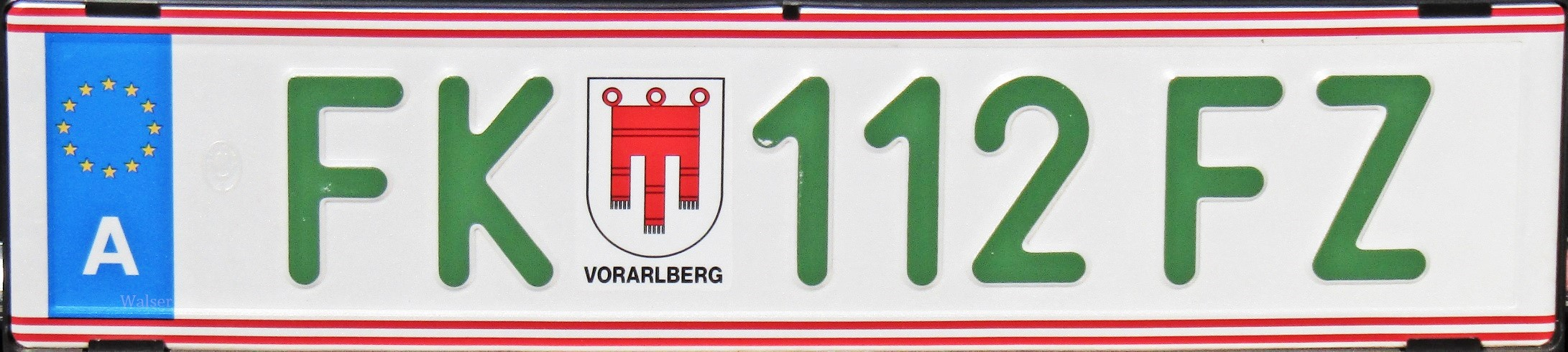
Formato per veicoli alimentati da un motore elettrico puro (non ibrido)

Dal 1º aprile 2017 le targhe degli autoveicoli e dei motoveicoli alimentati con un motore elettrico puro si contraddistinguono per le lettere e le cifre di colore verde su fondo bianco; i ciclomotori e le biciclette elettriche hanno anche il bordo verde.

### Targhe personalizzate

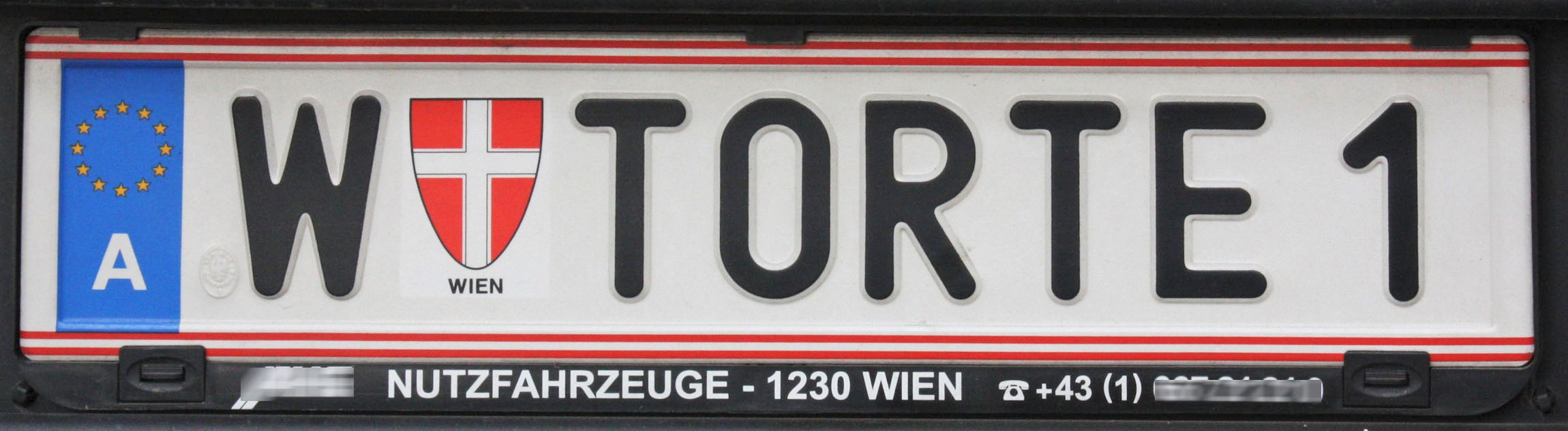
Targa personalizzata

È possibile richiedere targhe personalizzate, il cui costo ammonta a circa 230 €; diversamente da quelle ordinarie, la sigla del distretto e lo stemma del Land sono seguiti da un massimo di sette o sei caratteri (lettere e/o cifre, con eventuale spazio incluso) a seconda che la sigla distrettuale sia composta rispettivamente da una o due lettere; non vengono utilizzate lettere con segni diacritici né la "Q". Talvolta anche i mezzi pubblici usano piatti d'immatricolazione personalizzati: per esempio l'autobus con matricola interna 450 dell'azienda IVB del distretto urbano di Innsbruck avrà come targa I 450 IVB. 
Sono vietate le seguenti combinazioni che alludono al terrorismo, al nazismo o a movimenti razzisti: HH (iniziali di Heil Hitler), 88 (cifre che corrispondono alla doppia "H", ottava lettera dell'alfabeto latino), BH (acronimo di Blood & Honour, gruppo musicale neonazista), IS (lettere che stanno per Islamic State), FG (sigla che equivale a Führer Geburtstag, cioè "compleanno del Führer"), SS, 1919 (cifre che corrispondono alla diciannovesima lettera dell'alfabeto ripetuta due volte, ossia "SS"), WAW (iniziali di White Aryan War, gruppo online di estrema destra) e 420 (numero allusivo al mese e giorno di nascita di Hitler).

## Veicoli corazzati dell'esercito

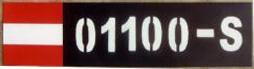
Targa dipinta di un mezzo corazzato cingolato della fanteria Saurer (lettera "S")

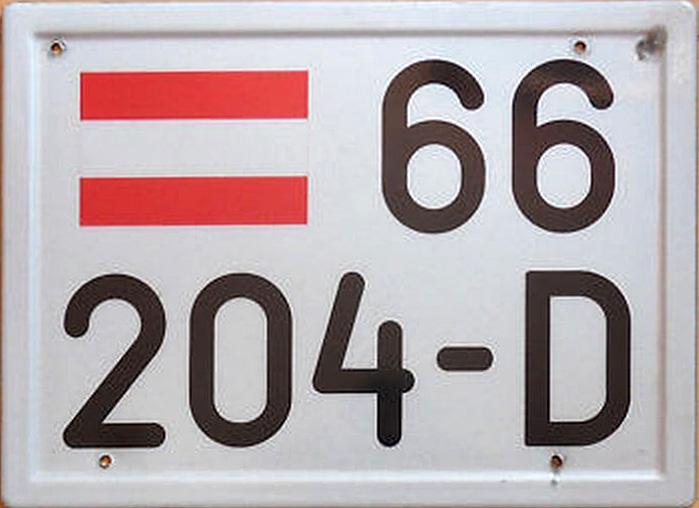
Targa posteriore di un veicolo da combattimento della fanteria ATF Dingo con formato utilizzato dal 2009 al 2010

Dal 1999 sui veicoli corazzati dell'esercito, che non siano stati immatricolati in precedenza, sono dipinte targhe che si contraddistinguono per la bandiera nazionale a sinistra al posto della banda blu UE, seguita da un numero di cinque cifre che parte da 00001, un trattino e una lettera o un numero identificativo della categoria (vd. infra); i caratteri sono bianchi su fondo nero.
Per i blindati da combattimento ATF Dingo, dal 2009 vengono emesse anche targhe con colori invertiti, cioè a caratteri neri su fondo bianco, e di alluminio come quelle ordinarie, qualora i mezzi suddetti vengano spesso guidati su strade pubbliche. Nelle targhe posteriori, su doppia linea, in alto sono posizionate la bandiera e le prime due cifre, mentre le restanti tre cifre, il trattino e la lettera "D" si trovano sulla linea inferiore.

### Codici e categorie corrispondenti nelle targhe dei mezzi corazzati
| Codice | Categoria del veicolo                                            |
| ------ | ---------------------------------------------------------------- |
| 09     | Obice M109 semovente                                             |
| 60     | Carro armato medio M60A3                                         |
| 78     | Veicolo corazzato da recupero M578                               |
| 88     | Veicolo corazzato da recupero M88A1                              |
| D      | Veicolo da combattimento della fanteria ATF DINGO (fino al 2010) |
| DG     | Veicolo ultraleggero da combattimento Polaris DAGOR              |
| E      | Veicolo corazzato da trasporto truppe PANDUR EVOLUTION           |
| G      | Veicolo corazzato da recupero Bergepanzer GREIF                  |
| H      | ATV HÄGGLUNDS BvS 10                                             |
| J      | Cacciacarri JAGUAR 1                                             |
| K      | Cacciacarri SK-105 KÜRASSIER                                     |
| L      | Carro armato medio LEOPARD 2                                     |
| P      | Veicolo corazzato del genio PIONIERPANZER A1                     |
| Q      | Quad o ATV                                                       |
| R      | Veicolo corazzato della fanteria PANDUR II                       |
| S      | Veicolo corazzato cingolato della fanteria SAURER                |
| U      | Veicolo da combattimento della fanteria ASCOD ULAN               |

## Formato senza banda blu

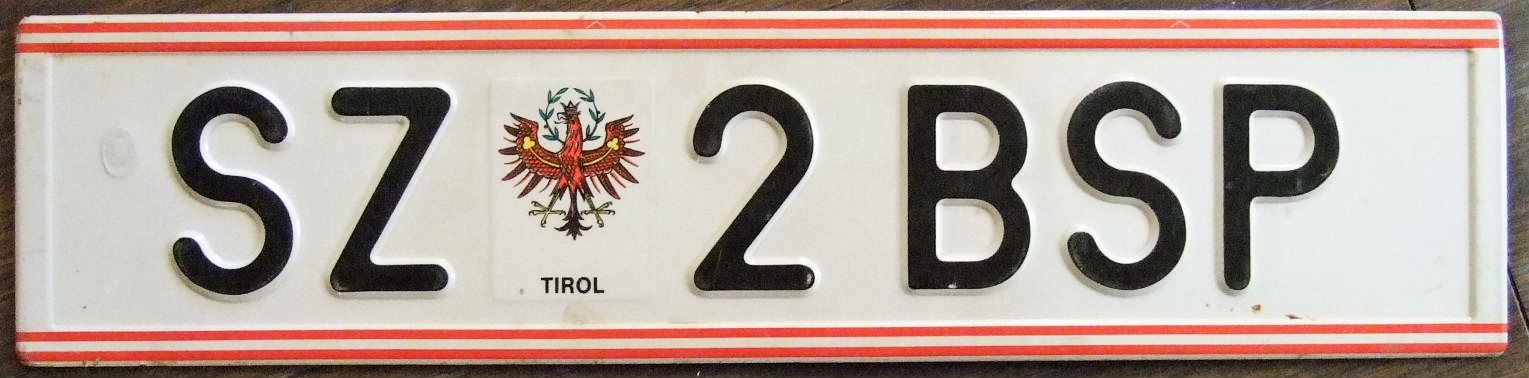
Targa con formato 1990–11/2002

Dal 1990 a novembre del 2002 venivano utilizzate targhe di formato identico a quello in uso oggi, senza però la banda blu dell'Unione europea. I proprietari dei veicoli immatricolati nel periodo sopra specificato hanno dovuto incollarla a sinistra della targa anteriore e posteriore.

## Elenco dei codici in uso
| Alta Austria | Bassa Austria | Burgenland | Carinzia | Salisburghese |
| --- | --- | --- | --- | --- |
| - BR - Distretto di Braunau - EF - Distretto di Eferding - FR - Distretto di Freistadt - GM - Distretto di Gmunden - GR - Distretto di Grieskirchen - KI - Distretto di Kirchdorf - L - Linz - LD - Corpo diplomatico nel Land Alta Austria (sede: Linz) - LK - Corpo consolare nel Land Alta Austria (Konsularkorps Linz) - LL - Distretto di Linz-Land - O - Autorità governative del Land Alta Austria (Oberösterreich) - PE - Distretto di Perg - RI - Distretto di Ried - RO - Distretto di Rohrbach - SD - Distretto di Schärding - SE - Distretto di Steyr-Land - SR - Steyr - UU - Distretto di Urfahr-Umgebung - VB - Distretto di Vöcklabruck - WE - Wels - WL - Distretto di Wels-Land | - AM - Distretto di Amstetten - BL - Distretto di Bruck an der Leitha - BN - Distretto di Baden - GD - Distretto di Gmünd - GF - Distretto di Gänserndorf - HL - Distretto di Hollabrunn - HO - Distretto di Horn - KG - Klosterneuburg (da aprile 2020) - KO - Distretto di Korneuburg - KR - Distretto di Krems-Land - KS - Krems an der Donau - LF - Distretto di Lilienfeld - MD - Distretto di Mödling - ME - Distretto di Melk - MI - Distretto di Mistelbach - N - Autorità governative del Land Bassa Austria (Niederösterreich) - ND - Corpo diplomatico nel Land Bassa Austria (Niederösterreich Diplomat) - NK - Distretto di Neunkirchen - Corpo consolare nel Land Bassa Austria (Konsularkorps Niederösterreich) - P - Sankt Pölten - PL - Distretto di Sankt Pölten-Land - SB - Distretto di Scheibbs - SW - Schwechat - TU - Distretto di Tulln - WB - Distretto di Wiener Neustadt-Land - WN - Wiener Neustadt - WT - Distretto di Waidhofen an der Thaya - WY - Waidhofen an der Ybbs - ZT - Distretto di Zwettl | - B - Autorità governative del Land Burgenland - BD - Corpo Diplomatico nel Land Burgenland (Burgenland Diplomat) - BK - Corpo consolare nel Land Burgenland (Konsularkorps Burgenland) - E - Eisenstadt - Rust - EU - Distretto di Eisenstadt-Umgebung - GS - Distretto di Güssing - JE - Distretto di Jennersdorf - MA - Distretto di Mattersburg - ND - Distretto di Neusiedl am See - OP - Distretto di Oberpullendorf - OW - Distretto di Oberwart | - FE - Distretto di Feldkirchen - HE - Distretto di Hermagor - K - Klagenfurt am Wörthersee - Autorità governative del Land Carinzia (Kärnten) - KD - Corpo diplomatico nel Land Carinzia (Kärnten Diplomat) - KK - Corpo consolare nel Land Carinzia (Konsularkorps Kärnten) - KL - Distretto di Klagenfurt-Land - SP - Distretto di Spittal an der Drau - SV - Distretto di Sankt Veit an der Glan - VI - Villaco / Villach - VK - Distretto di Völkermarkt - VL - Distretto di Villach-Land - WO - Distretto di Wolfsberg | - HA - Distretto di Hallein - JO - Distretto di Sankt Johann im Pongau - S - Salisburgo / Salzburg - Autorità governative del Land Salisburghese - SD - Corpo diplomatico nel Land Salisburghese (Salzburg Diplomat) - SK - Corpo consolare nel Land Salisburghese (Konsularkorps Salzburg) - SL - Distretto di Salzburg-Land - TA - Distretto di Tamsweg - ZE - Distretto di Zell am See |
| Stiria | Tirolo | Vienna | Vorarlberg | Sigle speciali |
| - BM - Distretto di Bruck-Mürzzuschlag - DL - Distretto di Deutschlandsberg - G - Graz - GB - Subdistretto di Gröbming - GD - Corpo diplomatico nel Land Stiria (sede: Graz) - GK - Corpo consolare nel Land Stiria (Konsularkorps Graz) - GU - Distretto di Graz-Umgebung - HF - Distretto di Hartberg-Fürstenfeld - LB - Distretto di Leibnitz - LE - Leoben - LI - Distretto di Liezen - LN - Distretto di Leoben - MT - Distretto di Murtal - MU - Distretto di Murau - SO - Distretto di Südoststeiermark (Stiria Sudorientale) - ST - Autorità governative del Land Stiria (Steiermark) - VO - Distretto di Voitsberg - WZ - Distretto di Weiz                                              | - I - Innsbruck - IL - Distretto di Innsbruck-Land - IM - Distretto di Imst - KB - Distretto di Kitzbühel - KU - Distretto di Kufstein - LA - Distretto di Landeck - LZ - Distretto di Lienz - RE - Distretto di Reutte - SZ - Distretto di Schwaz - T - Autorità governative del Land Tirolo (Tirol) - TD - Corpo diplomatico nel Land Tirolo (Tirol Diplomat) - TK - Corpo consolare nel Land Tirolo (Konsularkorps Tirol) | - W - Vienna / Wien - Autorità governative del Land Vienna - WD - Corpo diplomatico nel Land Vienna (Wien Diplomat) - WK - Corpo consolare nel Land Vienna (Konsularkorps Wien) | - B - Distretto di Bregenz - BZ - Distretto di Bludenz - DO - Distretto di Dornbirn - FK - Distretto di Feldkirch - V - Autorità governative del Land Vorarlberg - VD - Corpo diplomatico nel Land Vorarlberg (Vorarlberg Diplomat) - VK - Corpo consolare nel Land Vorarlberg (Konsularkorps Vorarlberg) | - A - Veicoli riservati agli alti funzionari statali e federali (a Vienna): Presidente federale, presidente del Consiglio nazionale, presidente del Consiglio federale, cancellieri federali, ministri federali, segretari di Stato, membri dell'Ombudsman Board (Consiglio del difensore civico), presidenti e vicepresidenti della Corte dei conti federale, della Corte costituzionale, della Corte amministrativa suprema e della Corte suprema - BD - Servizio Autobus delle Poste (Bundesbuspost) dal 2008, fino al 1997 Servizio Autobus federali (Bundesbusdienst) - BH - Esercito federale (Bundesheer) - BP - Polizia federale (Bundespolizei) - FV - Guardia di Finanza (Finanzverwaltung, dal 2005) - FW - Vigili del Fuoco (Feuerwehr, dal 2020) - JW - Guardia Giudiziaria (Justizwache) - PT - Poste Austriache (Österreichische Post AG), fino al 1996 Amministrazione delle Poste e dei Telegrafi (Post- und Telegraphenverwaltung) |

## Targhe colorate
| Immagine | Uso o categoria del veicolo |
| -------- | --- |
|          | Targhe azzurre con caratteri bianchi. Identificano targhe per test drive e sono utilizzate da titolari di concessionarie, autofficine, garage. Il fissaggio può essere provvisorio. |
|          | Targhe azzurre con caratteri bianchi e fascia rossa a destra (in basso a destra nelle targhe su doppia linea, in basso in quelle dei ciclomotori). Vengono usate per immatricolazioni provvisorie, nei casi in cui il proprietario del veicolo non abbia la residenza in Austria o una società abbia sede legale all'estero. A destra è posizionata una fascia rossa al cui interno sono scritte le ultime due cifre dell'anno di validità (per esempio 23 sta per 2023). La loro durata massima è di un anno. |
|          | Targhe di colore verde acqua o verde scuro con caratteri bianchi. Identificano targhe temporanee assegnate a veicoli importati in Austria o da esportare. A destra è indicata in un bollino rotondo la data di scadenza della validità (giorno, mese e anno espressi con un numero di due cifre). Possono essere fissate provvisoriamente. |
|          | Targhe rosse con caratteri bianchi. Sono utilizzate in portabiciclette da installare su un gancio di traino oppure in rimorchi immatricolati all'estero che devono essere trainati da trattori stradali immatricolati in Austria, a condizione che il conducente dimostri che deve effettuare il trasporto dall'estero verso il territorio austriaco. Dal 12 aprile 2021 queste targhe sono provviste di banda blu UE a sinistra.                                                                              |
|          | Targhe rosse pentagonali di dimensioni ridotte (vd. sopra) con caratteri bianchi. Sono apposte su ciclomotori e quadricicli non alimentati da motori elettrici; la serie è composta dalla sigla della zona di immatricolazione, un trattino e un blocco alfanumerico, generalmente di quattro o cinque caratteri, distribuito su due righe. |

## Veicoli storici
Da aprile 2018 i veicoli storici hanno un formato leggermente ridotto: quello su un'unica riga misura 460 × 120 mm, quello su doppia linea 250 × 200 mm; la sigla distrettuale è seguita da tre caratteri alfanumerici ai quali può aggiungersi un quarto carattere nei capoluoghi dei Länder.

## Sigle cessate

### Land Stiria
- BA - Subdistretto di Bad Aussee (dal 1º luglio 2012 → LI)
- FB - Distretto di Feldbach (dal 1º luglio 2013 → SO)
- FF - Distretto di Fürstenfeld (dal 1º luglio 2013 → HF)
- HB - Distretto di Hartberg (dal 1º luglio 2013 → HF)

- JU - Distretto di Judenburg (dal 1º luglio 2012 → MT)
- KF - Distretto di Knittelfeld (dal 1º luglio 2012 → MT)
- MZ - Distretto di Mürzzuschlag (dal 1º luglio 2013 → BM)
- RA - Distretto di Radkersburg (dal 1º luglio 2013 → SO)

### Land Bassa Austria
- WU - Distretto di Wien-Umgebung (dal 1º gennaio 2017 → BL, KO, PL, TU e dal 1º aprile 2020 anche KG)

### Sigle speciali
- BB - Ferrovie federali (Österreichische Bundesbahnen) fino al 31 dicembre 2003, dal 2004 → W 1234 BB
- BG - Gendarmeria federale (Bundesgendarmerie) fino al 30 giugno 2005, dal 01/07/2005 → BP

- ZW - Guardia Doganale (Zollwache) fino al 31 dicembre 2004, dal 2005 → FV

## Sistema utilizzato da luglio 1947 al 1990

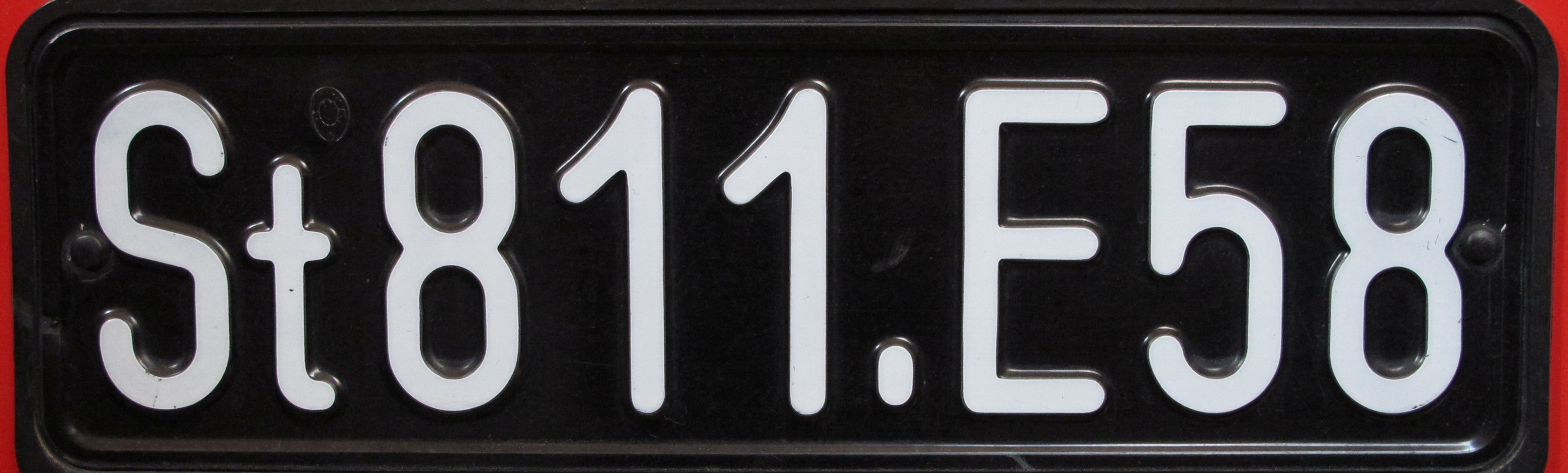
Targa di un veicolo immatricolato nel Land Stiria con serie alfanumerica utilizzata dal 01/10/1972 al 1990

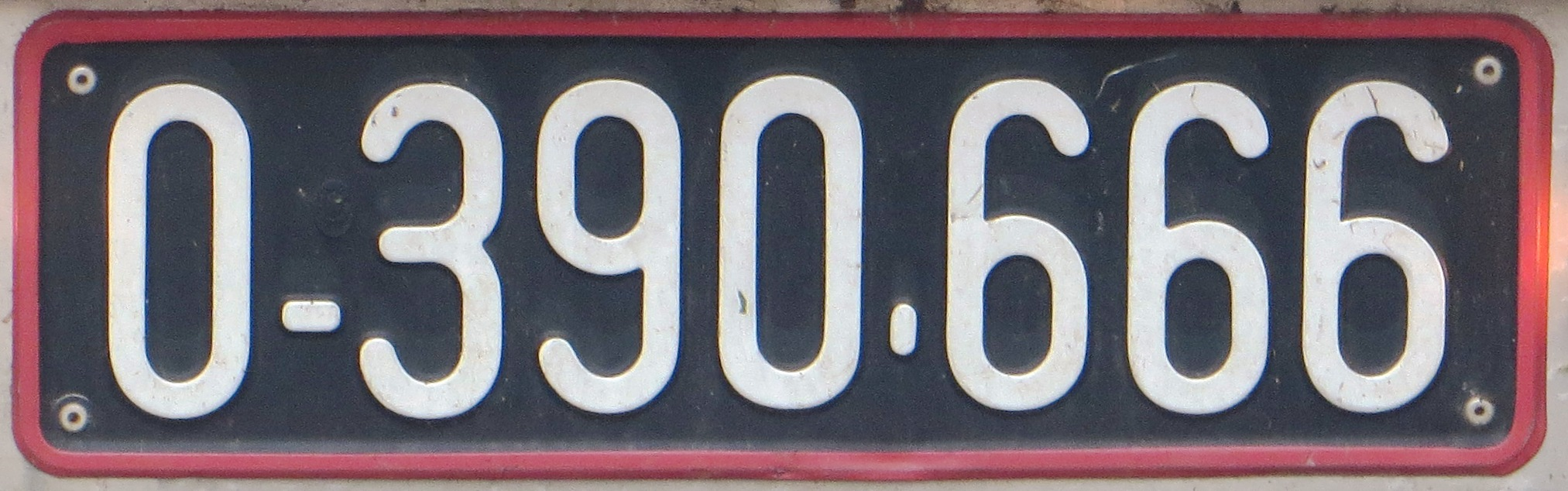
Targa di un rimorchio del Land Alta Austria (luglio 1947–1990)

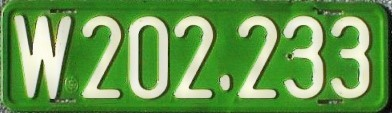
Targa pre-1990 di un veicolo importato o da esportare

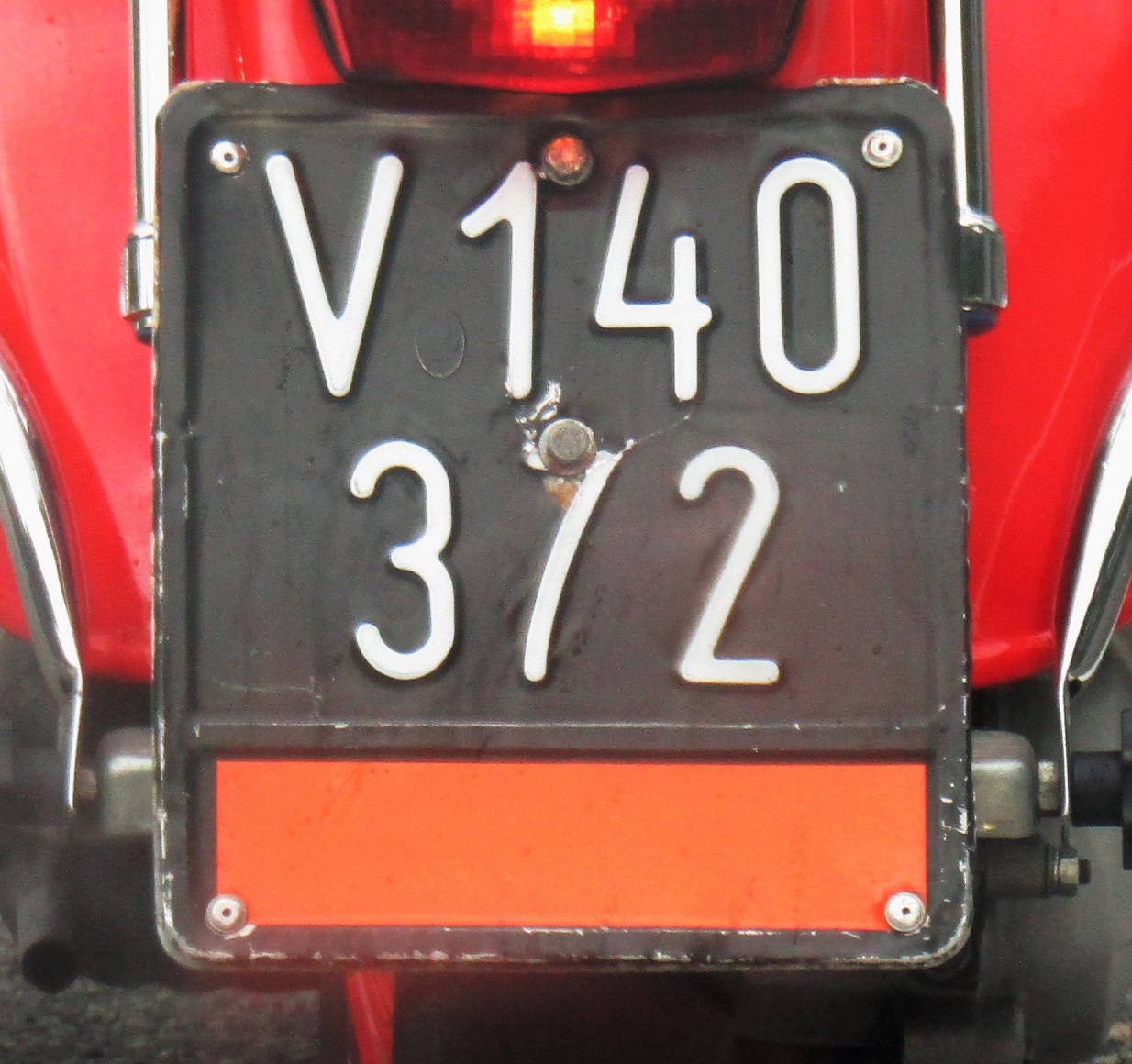
Esempio di formato 1947–1990 per moto di cilindrata ≤ 50 cm³

Le targhe emesse da luglio 1947 al 1990, che continuano ad essere utilizzate senza restrizioni, erano nere con caratteri bianchi. Le targhe posteriori misuravano 460 × 140 mm o 380 × 140 mm nel formato su un'unica linea, e 240 × 250 mm in quello su due linee; le dimensioni delle targhe anteriori erano invece 380 × 110 mm se le cifre erano 5 o 6, 300 × 110 mm se le cifre non erano più di 4. Il formato 200 × 220 mm era riservato ai motocicli, mentre i ciclomotori avevano le stesse dimensioni del tipo attualmente in uso: 115 × 150 mm. 
L'unica lettera (soltanto la sigla del Land Stiria ne aveva due, la seconda delle quali minuscola), indicante lo Stato federato dove il veicolo era stato immatricolato, era seguita da un numero composto da un massimo di sei cifre; prima delle ultime tre era posizionato un punto, non presente nelle targhe su doppia riga. 
Nei Länder che avevano esaurito tutte le combinazioni numeriche possibili, dal 1º ottobre 1972 la serie diventò alfanumerica, cioè al posto della cifra corrispondente alle centinaia (cioè la prima dopo il punto) venne assegnata una delle seguenti lettere: A, C, E, J, M, R, U, X, Y, Z (es.:N 12.A34). Dal 23 gennaio 1981 furono aggiunte le altre lettere dell'alfabeto tranne B, I, O, Q e W. Nelle targhe dei veicoli immatricolati nell'Alta Austria, per evitare che la lettera "O" venisse letta come la cifra "0", si inseriva un trattino prima delle cifre. 
Le targhe dei rimorchi avevano il bordo rosso, quelle colorate erano rilasciate per usi particolari o determinate categorie di veicoli come nel sistema introdotto nel 1990, quelle dei motocicli di cilindrata non superiore a 50 cm³ ma più veloci dei ciclomotori si distinguevano per una barra riflettente di colore arancione fissata sulla parte inferiore della targa. 
Le sigle automobilistiche e i Länder corrispondenti erano i seguenti:
- B - Burgenland
- G - Graz
- K - Kärnten (Carinzia)
- L - Linz
- N - Niederösterreich (Bassa Austria)
- O - Oberösterreich (Alta Austria)
- S - Salzburg (Salisburghese)
- St - Steiermark (Stiria)
- T - Tirol (Tirolo)
- V - Vorarlberg
- W - Wien (Vienna)

## Targhe dell'Impero austro-ungarico

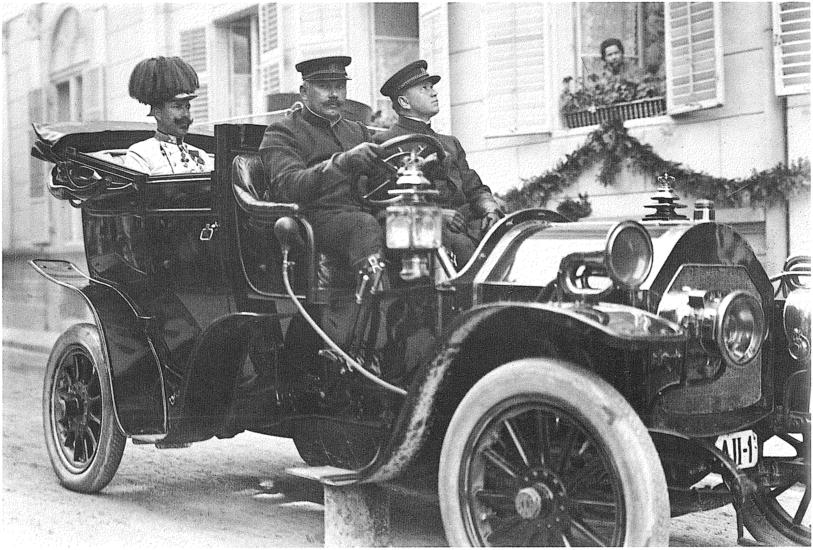
L'arciduca Eugenio d'Asburgo-Teschen a bordo della prima vettura imperiale (immatricolata a Vienna, sigla "A") a Bad Ischl nel 1906

Fin dal 1906 l'Impero austro-ungarico usava targhe bianche che si componevano di una combinazione in nero formata dalla lettera identificativa del Land seguita dal numero di serie, tenendo presente però la particolarità per cui le migliaia erano indicate con numeri romani. Le lettere non erano le iniziali dei nomi degli attuali Länder, ma erano state assegnate in ordine alfabetico seguendo un immaginario itinerario attraverso l'impero. All'imperatore Carlo I erano riservate autovetture le cui targhe avevano il solo stemma della corona dell'Austria o dell'Ungheria su fondo bianco. 
Le aree d'immatricolazione e le rispettive sigle erano le seguenti:
- A - Vienna
- B - Arciducato d'Austria Inferiore
- C - Arciducato d'Austria Superiore
- D - Ducato di Salisburgo
- E - Ducato del Tirolo
- F - Ducato di Carinzia
- H - Ducato di Stiria
- J - Ducato di Carniola
- K - Litorale austriaco

- M - Regno di Dalmazia
- N - Praga
- O - Regno di Boemia
- P - Margraviato di Moravia
- R - Ducato di Slesia
- S - Regno di Galizia e Lodomiria
- T - Ducato di Bucovina
- W - Terra di Vorarlberg

Tale sistema fu mantenuto fino al 1930 in Austria, fino al 1932 nelle parti cecoslovacche dell'impero e fino al 1922 in Galizia. 
Per il nuovo Land del Burgenland, ceduto dall'Ungheria nel 1921, venne riciclata la lettera "M" rimasta libera. 
Le targhe  dei veicoli di proprietari stranieri, in visita o missione diplomatica nell'impero, si distinguevano per una lettera rossa al termine della serie alfanumerica: una G in Bosnia-Erzegovina, una U in Ungheria e una Z nelle restanti aree d'immatricolazione sopra elencate.
| \| K IV 529 \| | Schema di una targa di Trieste |
| K IV 529       |                                |